# Удельное (Алексеевское сельское поселение)
Уде́льное (мар. Удельный) — деревня в Советском районе Республики Марий Эл. Входит в состав Алексеевского сельского поселения.

## География
Находится в центральной части республики Марий Эл на расстоянии приблизительно 12 км по прямой на юго-запад от районного центра посёлка Советский.

## История
Деревня была основана как починок переселенцами из села Азаново в 1917—1918 годах. В 1921 году в починке было 12 хозяйств, 68 жителей, в 1940 году 27 хозяйств, жило 104 человека. В 1963 году здесь было 20 дворов, в 1973 — 5, в 1993 году — 3. В 1974 году в Удельном не стало школы, магазина, медпункта. В советское время работал колхоз «Красное знамя». Ныне деревня превратилась фактически в дачное поселение.

## Население
Постоянное население не было учтено как в 2002 году, так и в 2010.